# Heinrich Ungeradin
Heinrich Ungeradin (fl. 1371–1382) war ein Danziger Architekt und Baumeister, der bei der Errichtung bedeutender Danziger Bauten wie das Rechtstädtische Rathaus und die Marienkirche tätig war.

## Leben
Seine Geburts- und Todesdaten sind unbekannt. In den Danziger Urkunden wurde er 1371 als Baumeister erwähnt. 1379 wurde er offiziell zum ersten städtischen Baumeister ernannt. Er führte Aufsicht über allen städtischen Bauvorhaben.
Am 6. März 1379 unterzeichnete Ungeradin einen Vertrag mit den Priestern der Danziger Marienkirche über den Entwurf und Ausführung des Umbaus der Kirche. Unter seiner Leitung wurden die Außenwände aufgestockt, ein neues Kirchenschiff und eine Empore errichtet, zwischen den Strebewerken wurden Kapellen eingebaut. Die bisherige Basilika wurde zur Hallenkirche umgebaut.
Sein Hauptwerk wurde der Bau des Rechtstädtischen Rathauses, 1379–1382 wurden der westliche Seitenflügel und der Rathausturm errichtet. Gemäß den Forderungen des Kulmer Rechtes entstanden Räume für die städtische Waage und das Zollamt. Die Decke über dem Erdgeschoss wurde abgebrochen und Trennwände entfernt, wodurch ein großer Ratssaal entstand.
1379–1382 baute Heinrich Ungeradin den Artushof Danzig um. Er nahm auch am Umbau der Danziger Stadtmauern teil und beaufsichtigte den Bau des Stockturms.

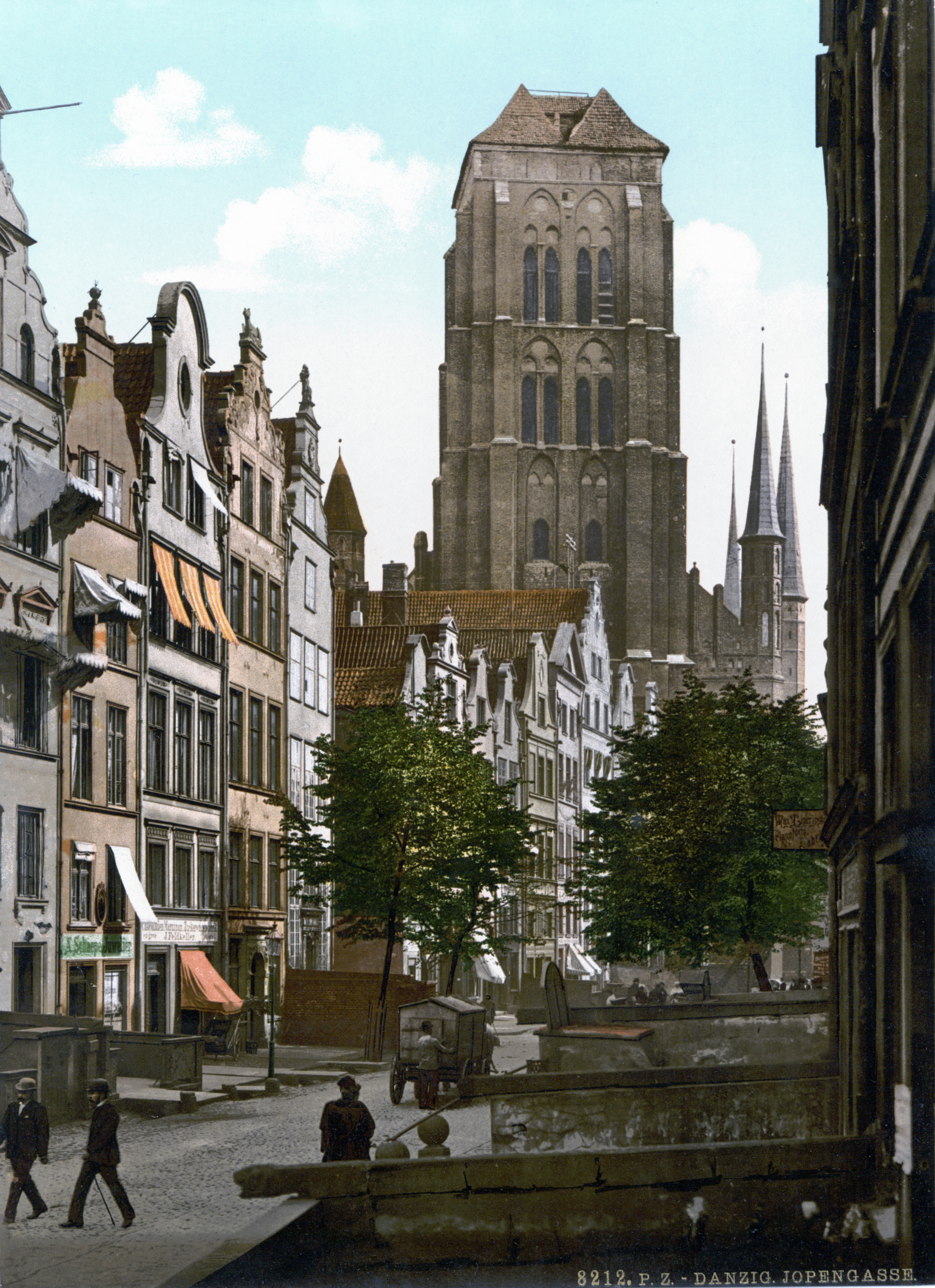
Marienkirche Danzig
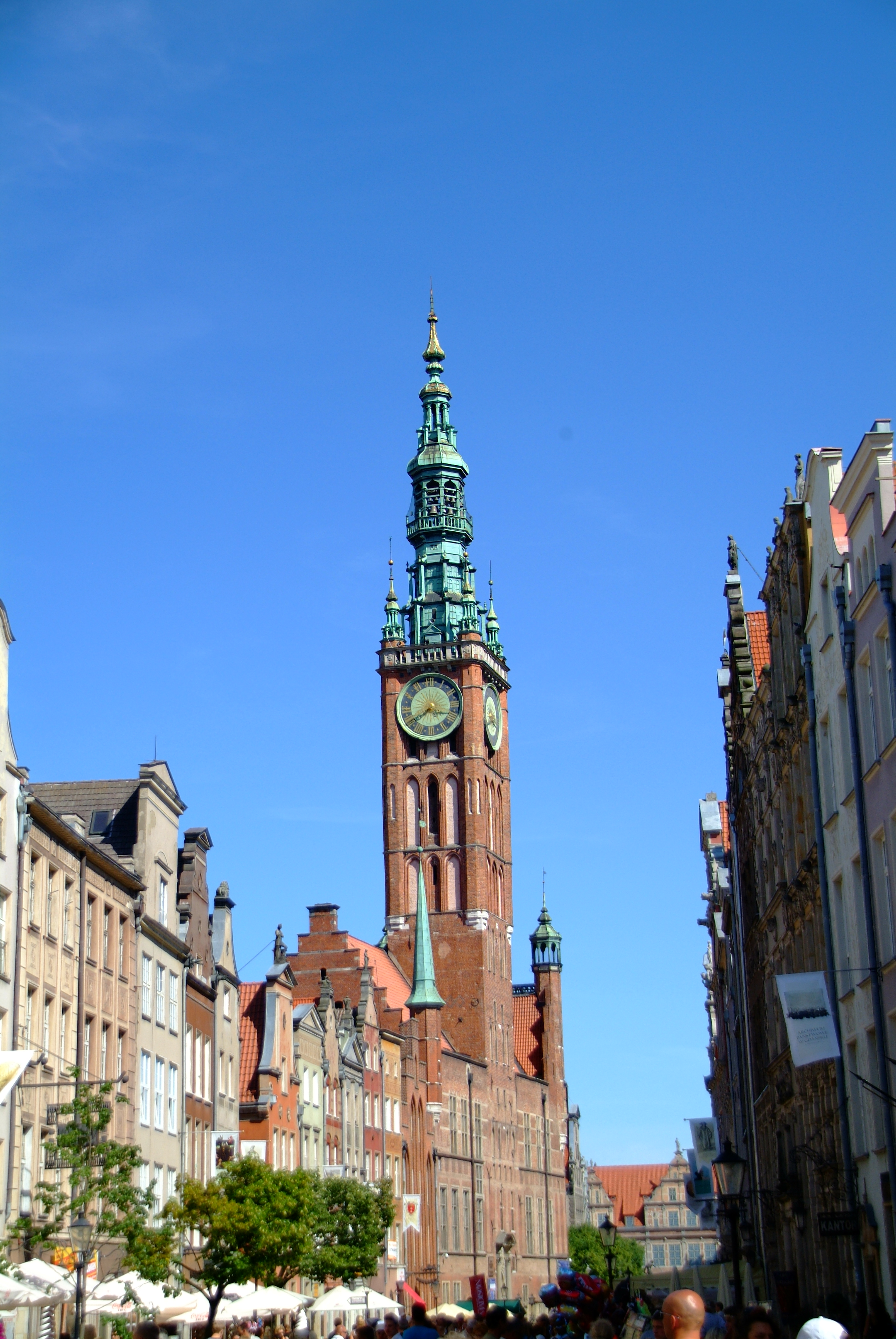
Rechtstädtisches Rathaus
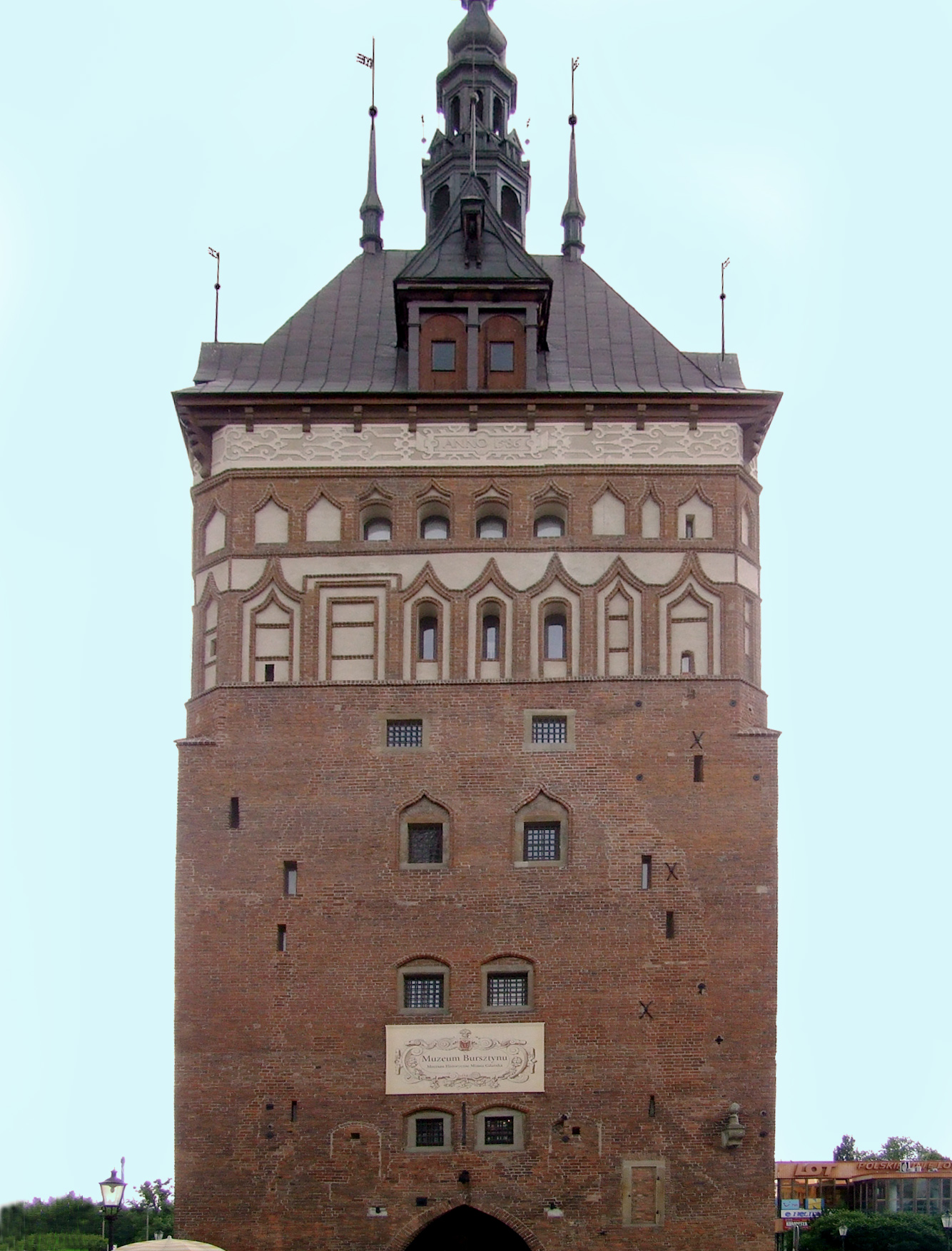
Stockturm Danzig